# 小林蔵六
小林 蔵六（こばやし ぞうろく、1837年（天保8年）9月 - 1878年（明治11年））は、幕末から明治時代前期にかけての画家。名は朋、字は子益。号は友竹居。
最初の妻は安、後妻が、小林玉潤（名は鶴、1851年 - 1877年）。常総市の大楽寺に、小林蔵六・玉潤の供養碑がある。

## 人物
下総（現在の茨城県）の生まれ。椿椿山、後に山本琴谷や福田半香らに文人画を学ぶ。竹を描くのが得意であった。左手で描いたため、落款に「左腕蔵六」とあるものもある。